# 마츠무라 미오
마츠무라 미오(일본어: 松村 未央 まつむら みお[*], 1986년 6월 29일 ~ )는 후지 TV의 아나운서이다. 가나가와현 출신. 게이오기주쿠 대학 동문.

## 참고 자료
- 마츠무라 미오 - 후지 TV